# Gémil
Gémil est une commune française située dans le sud-ouest de la France, dans le nord-est du département de la Haute-Garonne, en région Occitanie. Elle se situe au nord-est de la Haute-Garonne, à une vingtaine de kilomètres de Toulouse, et fait partie de son aire urbaine. Sur le plan historique et culturel, la commune est dans le Frontonnais, un pays entre Garonne et Tarn constitué d'une succession de terrasses caillouteuses qui ont donné naissance à de riches terroirs, réputés pour leus vins et leurs fruits.
Exposée à un climat océanique altéré, elle est drainée par le ruisseau de Palmola, le ruisseau de Marignol et par divers autres petits cours d'eau. La commune possède un patrimoine naturel remarquable composé d'une zone naturelle d'intérêt écologique, faunistique et floristique.
Gémil est une commune rurale qui compte 415 habitants en 2022, après avoir connu une forte hausse de la population depuis 1975. Elle fait partie de l'aire d'attraction de Toulouse. Ses habitants sont appelés les Gémilois ou  Gémiloises.
Le patrimoine architectural de la commune comprend un immeuble protégé au titre des monuments historiques : l'église Saint-Pierre, inscrite en 1929.

## Géographie

### Localisation
La commune de Gémil se trouve dans le département de la Haute-Garonne, en région Occitanie.
Elle se situe à 19 km à vol d'oiseau de Toulouse, préfecture du département, et à 11 km de Pechbonnieu, bureau centralisateur du canton de Pechbonnieu dont dépend la commune depuis 2015 pour les élections départementales.
La commune fait en outre partie du bassin de vie de Montastruc-la-Conseillère.
Les communes les plus proches sont : 
Montastruc-la-Conseillère (2,0 km), Paulhac (3,6 km), Roquesérière (3,8 km), Saint-Jean-Lherm (3,9 km), Garidech (3,9 km), Montpitol (5,8 km), Bazus (5,9 km), Buzet-sur-Tarn (5,9 km).
Sur le plan historique et culturel, Gémil fait partie du Frontonnais, un pays entre Garonne et Tarn constitué d'une succession de terrasses caillouteuses qui ont donné naissance à de riches terroirs, réputés pour leurs vins et leurs fruits.
Gémil est limitrophe de quatre autres communes.
Les communes limitrophes sont  Buzet-sur-Tarn, Montastruc-la-Conseillère, Paulhac et Roquesérière.
|         | Buzet-sur-Tarn            |              |
| Paulhac | Gémil                     | Roquesérière |
|         | Montastruc-la-Conseillère |              |

### Géologie et relief
La superficie de la commune est de 281 hectares ; son altitude varie de 130  à   200 mètres.

### Hydrographie

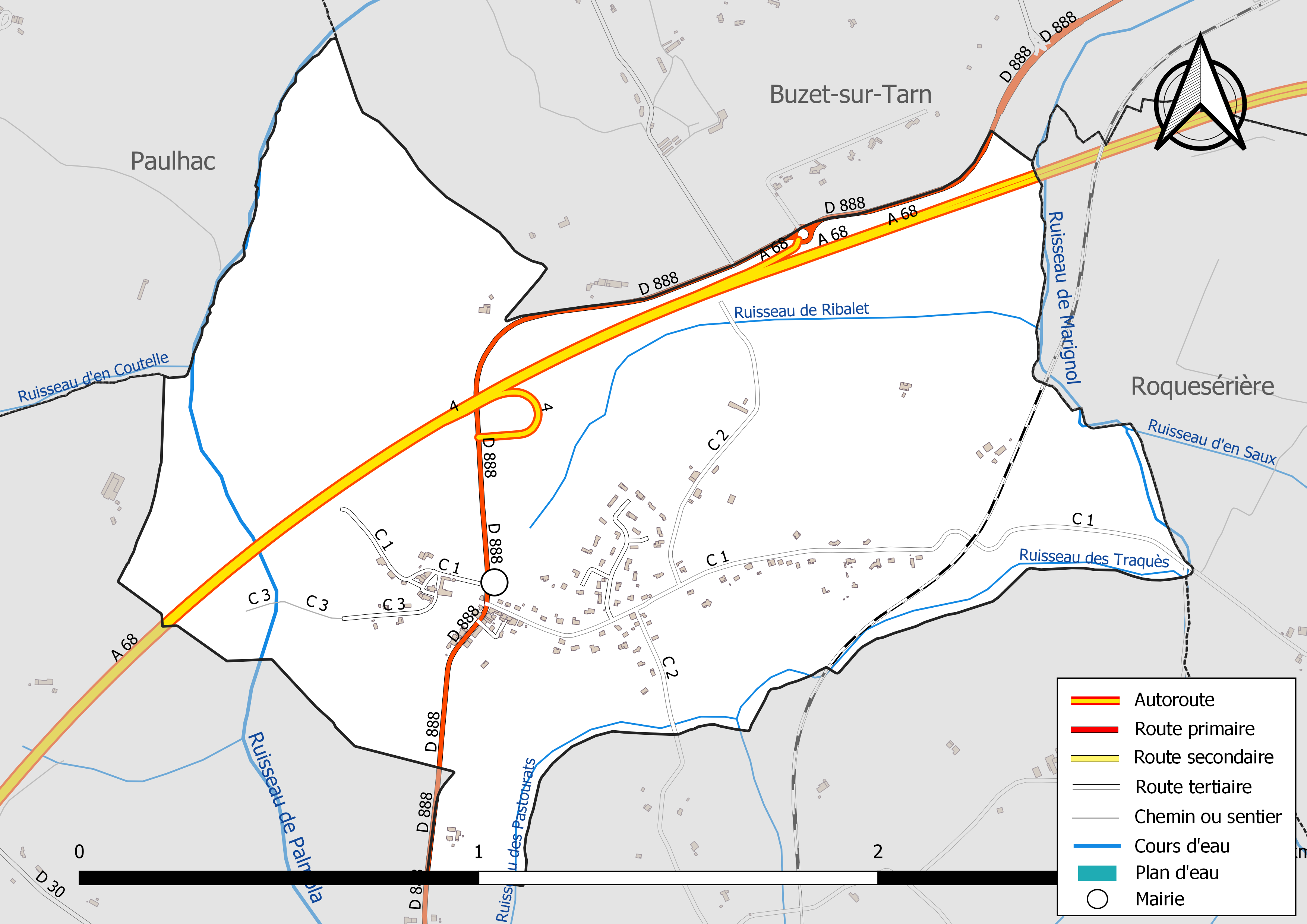
Réseaux hydrographique et routier de Gémil.

La commune est dans le bassin de la Garonne, au sein du bassin hydrographique Adour-Garonne. Elle est drainée par le ruisseau de Palmola, le ruisseau de Marignol, le ruisseau d'en Coutelle, le ruisseau d'en Saux, le ruisseau de Ribalet, le ruisseau des Pastourats et le ruisseau des Traquès, constituant un réseau hydrographique de 5 km de longueur totale,.
Le ruisseau de Palmola, d'une longueur totale de 12,8 km, prend sa source dans la commune de Montastruc-la-Conseillère et s'écoule vers le nord. Il traverse la commune et se jette dans le Tarn à Mirepoix-sur-Tarn, après avoir traversé 6 communes.

### Climat
Pour des articles plus généraux, voir Climat de l'Occitanie et Climat de la Haute-Garonne.
En 2010, le climat de la commune est de type climat du Bassin du Sud-Ouest, selon une étude s'appuyant sur une série de données couvrant la période 1971-2000. En 2020, Météo-France publie une typologie des climats de la France métropolitaine dans laquelle la commune est exposée à un climat océanique altéré et est dans la région climatique Aquitaine, Gascogne, caractérisée par une pluviométrie abondante au printemps, modérée en automne, un faible ensoleillement au printemps, un été chaud (19,5 °C), des vents faibles, des brouillards fréquents en automne et en hiver et des orages fréquents en été (15 à 20 jours).
Pour la période 1971-2000, la température annuelle moyenne est de 13,3 °C, avec une amplitude thermique annuelle de 15,6 °C. Le cumul annuel moyen de précipitations est de 753 mm, avec 8,8 jours de précipitations en janvier et 5,7 jours en juillet. Pour la période 1991-2020, la température moyenne annuelle observée sur la station météorologique la plus proche, située sur la commune de Blagnac à 20 km à vol d'oiseau, est de 14,2 °C et le cumul annuel moyen de précipitations est de 627,0 mm,. Pour l'avenir, les paramètres climatiques de la commune estimés pour 2050 selon différents scénarios d’émission de gaz à effet de serre sont consultables sur un site dédié publié par Météo-France en novembre 2022.

### Milieux naturels et biodiversité

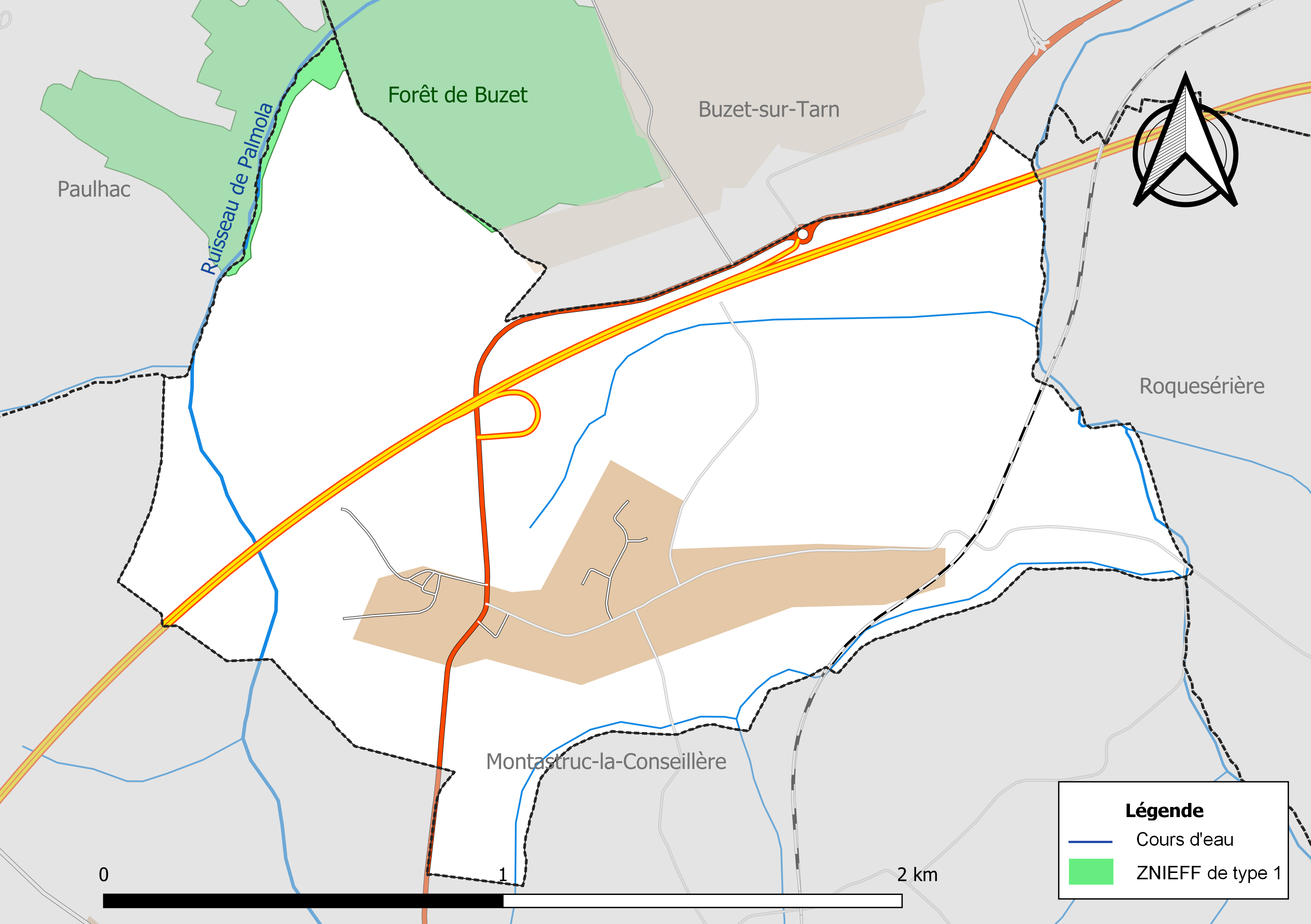
Carte de la ZNIEFF de type 1 localisée sur la commune.

L’inventaire des zones naturelles d'intérêt écologique, faunistique et floristique (ZNIEFF) a pour objectif de réaliser une couverture des zones les plus intéressantes sur le plan écologique, essentiellement dans la perspective d’améliorer la connaissance du patrimoine naturel national et de fournir aux différents décideurs un outil d’aide à la prise en compte de l’environnement dans l’aménagement du territoire.
Une ZNIEFF de type 1 est recensée sur la commune :
la « forêt de Buzet » (921 ha), couvrant 4 communes du département.

## Urbanisme

### Typologie
Au 1er janvier 2024, Gémil est catégorisée commune rurale à habitat dispersé, selon la nouvelle grille communale de densité à sept niveaux définie par l'Insee en 2022.
Elle est située hors unité urbaine. Par ailleurs la commune fait partie de l'aire d'attraction de Toulouse, dont elle est une commune de la couronne,. Cette aire, qui regroupe 527 communes, est catégorisée dans les aires de 700 000 habitants ou plus (hors Paris),.

### Occupation des sols
L'occupation des sols de la commune, telle qu'elle ressort de la base de données européenne d’occupation biophysique des sols Corine Land Cover (CLC), est marquée par l'importance des territoires agricoles (84,3 % en 2018), en diminution par rapport à 1990 (87,2 %). La répartition détaillée en 2018 est la suivante : 
terres arables (76,7 %), zones urbanisées (12,5 %), prairies (3,9 %), zones agricoles hétérogènes (3,7 %), forêts (3,2 %). L'évolution de l’occupation des sols de la commune et de ses infrastructures peut être observée sur les différentes représentations cartographiques du territoire : la carte de Cassini (XVIIIe siècle), la carte d'état-major (1820-1866) et les cartes ou photos aériennes de l'IGN pour la période actuelle (1950 à aujourd'hui).

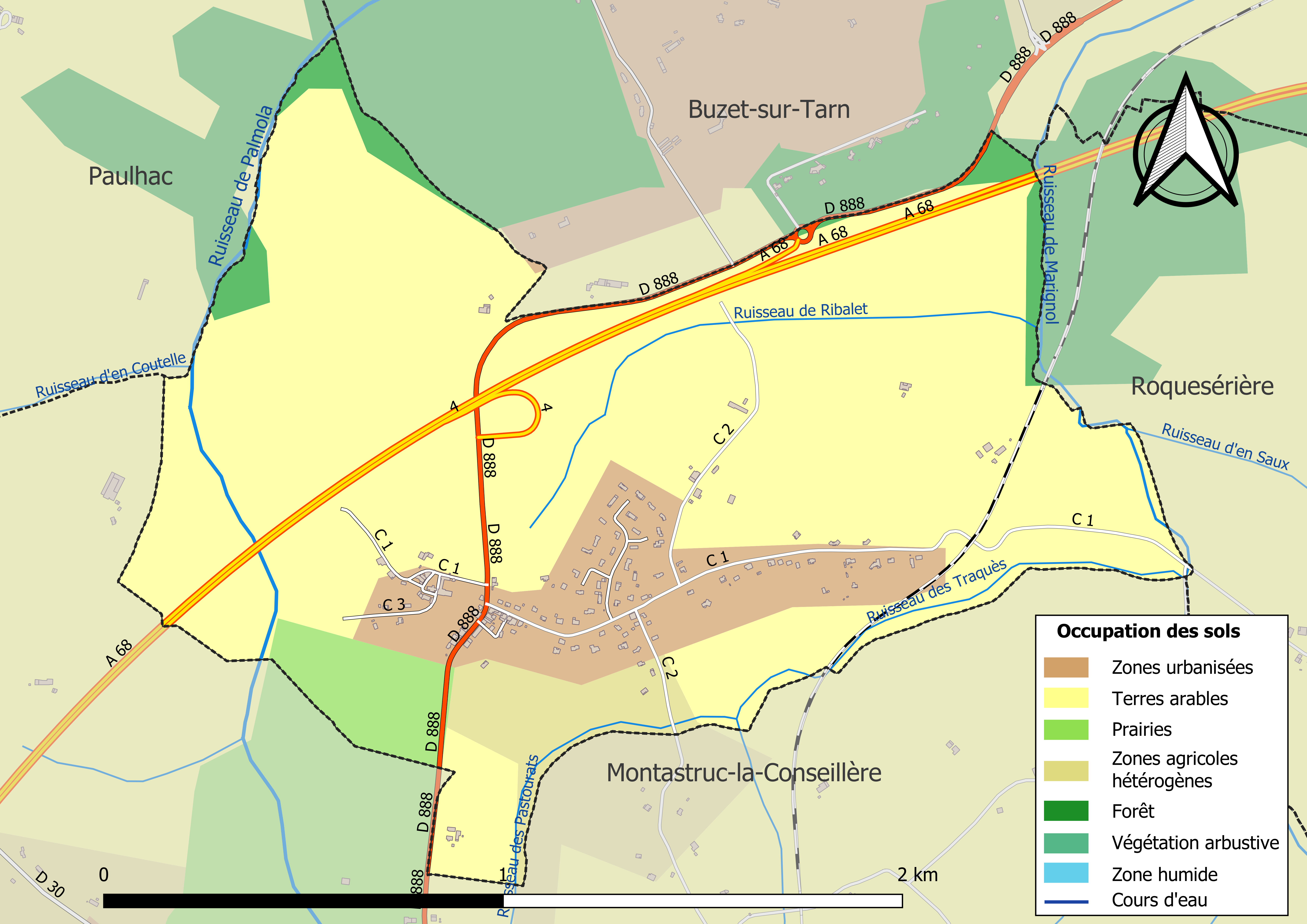
Carte des infrastructures et de l'occupation des sols de la commune en 2018 (CLC).

### Voies de communication et transports
La commune est traversée par la route départementale 888 (ex-Route nationale 88), qui relie Toulouse à Saint-Sulpice, en passant par le centre de Gémil.
Gémil est également accessible par la sortie  4 - Buzet-sur-Tarn de l'autoroute A68, qui relie Toulouse à Albi et traverse le territoire communal d'est en ouest.
La ligne express Hop!304 du réseau Arc-en-Ciel relie le centre de la commune à la station Balma - Gramont du métro de Toulouse depuis Bessières, et la ligne 355 relie la commune à la gare routière de Toulouse depuis Bessières ou Villemur-sur-Tarn.
La gare la plus proche est la gare de Buzet-Roqueserière du réseau TER Occitanie, située à 3 km de Gémil.
L'aéroport le plus proche est l'aéroport de Toulouse-Blagnac, situé à une trentaine de kilomètres de Gémil.

### Risques majeurs
Le territoire de la commune de Gémil est vulnérable à différents aléas naturels : météorologiques (tempête, orage, neige, grand froid, canicule ou sécheresse), feux de forêts et séisme (sismicité très faible). Un site publié par le BRGM permet d'évaluer simplement et rapidement les risques d'un bien localisé soit par son adresse soit par le numéro de sa parcelle.
Un plan départemental de protection des forêts contre les incendies a été approuvé par arrêté préfectoral du 25 septembre 2006. Gémil est exposée au risque de feu de forêt du fait de la présence sur son territoire du massif de Buzet. Il est ainsi défendu aux propriétaires de la commune et à leurs ayants droit de porter ou d’allumer du feu dans l'intérieur et à une distance de 200 mètres des bois, forêts, plantations, reboisements ainsi que des landes. L’écobuage est également interdit, ainsi que les feux de type méchouis et barbecues, à l’exception de ceux prévus dans des installations fixes (non situées sous couvert d'arbres) constituant une dépendance d'habitation,

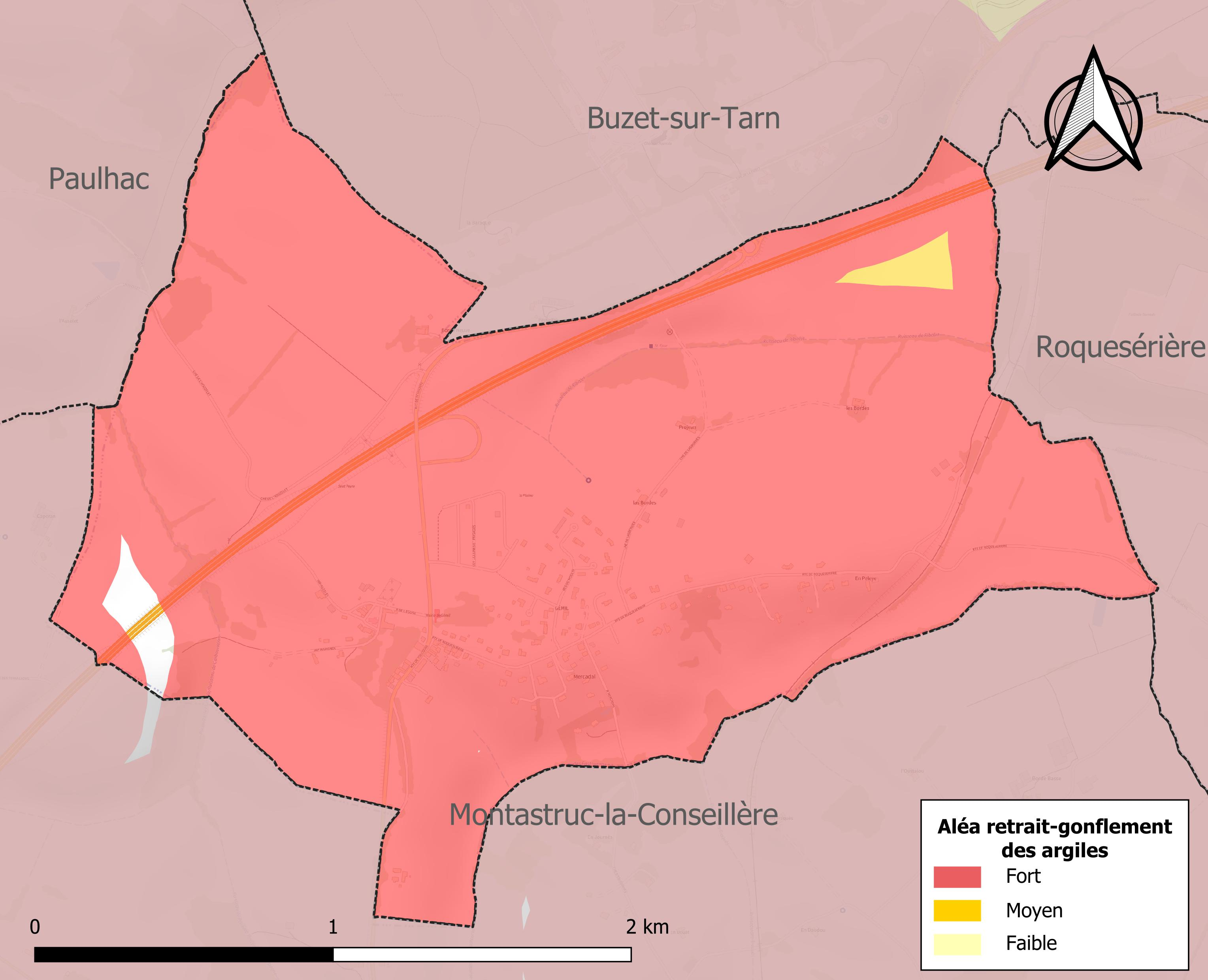
Carte des zones d'aléa retrait-gonflement des sols argileux de Gémil.

Le retrait-gonflement des sols argileux est susceptible d'engendrer des dommages importants aux bâtiments en cas d’alternance de périodes de sécheresse et de pluie. 99 % de la superficie communale est en aléa moyen ou fort (88,8 % au niveau départemental et 48,5 % au niveau national). Sur les 121 bâtiments dénombrés sur la commune en 2019, 121 sont en aléa moyen ou fort, soit 100 %, à comparer aux 98 % au niveau départemental et 54 % au niveau national. Une cartographie de l'exposition du territoire national au retrait gonflement des sols argileux est disponible sur le site du BRGM,.
Par ailleurs, afin de mieux appréhender le risque d’affaissement de terrain, l'inventaire national des cavités souterraines permet de localiser celles situées sur la commune.
Concernant les mouvements de terrains, la commune a été reconnue en état de catastrophe naturelle au titre des dommages causés par la sécheresse en 1998, 2011 et 2017 et par des mouvements de terrain en 1999.

## Histoire

### Héraldique
| Gémil | Son blasonnement est : De gueules à la croix cléchée, vidée et pommetée de douze pièces d'or. |

## Politique et administration

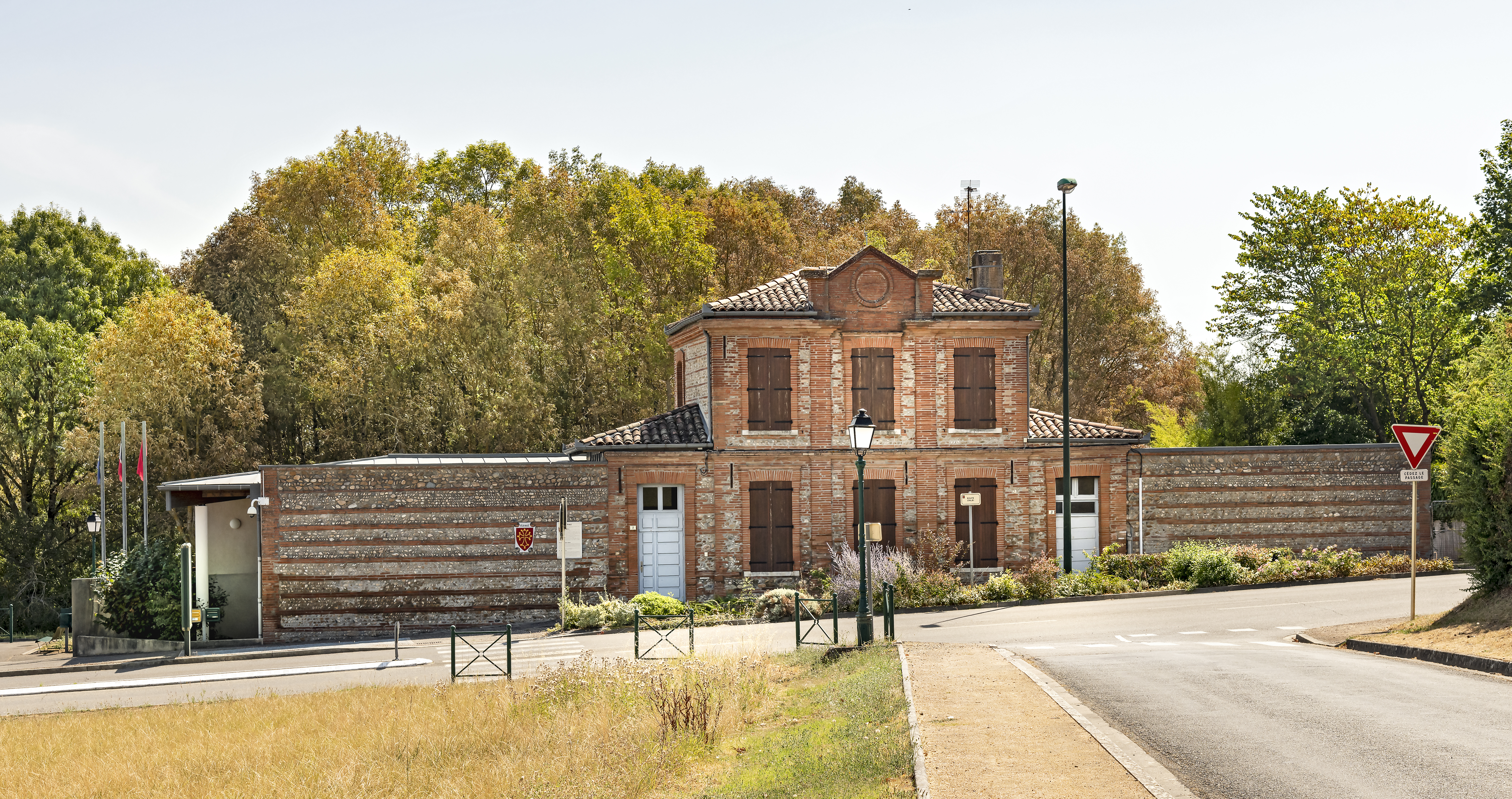
La mairie

### Administration municipale
Le nombre d'habitants au recensement de 2011 étant compris entre 100 et 499, le nombre de membres du conseil municipal pour l'élection de 2014 est de onze,.

### Rattachements administratifs et électoraux
Gémil fait partie de la deuxième circonscription de la Haute-Garonne, qui regroupe un ensemble de communes situées au nord-est de Toulouse. Le député actuel de la circonscription est Jean-Luc Lagleize, membre du Mouvement Démocrate.
La commune est également membre de la communauté de communes des Coteaux du Girou, communauté regroupant 18 communes du nord-est toulousain, et dont le siège est situé sur la commune de Gragnague.
Enfin, Gémil est membre du canton de Pechbonnieu, qui compte 26 communes de la couronne nord-est toulousaine, autour de Verfeil et Montastruc-la-Conseillère. Par ailleurs, avant le redécoupage départemental de 2014, la commune était membre de l'ex-canton de Montastruc-la-Conseillère.

### Liste des maires
| Période                                  | Période  | Identité         | Étiquette | Qualité       |
| ---------------------------------------- | -------- | ---------------- | --------- | ------------- |
| 1977                                     | 2001     | Armel Royer      |           |               |
| 2001                                     | 2014     | Marcel Cortina   |           |               |
| 2014                                     | En cours | Jean-Noël Baudou | SE        | Fonctionnaire |
| Les données manquantes sont à compléter. |          |                  |           |               |

## Population et société

### Démographie
L'évolution du nombre d'habitants est connue à travers les recensements de la population effectués dans la commune depuis 1793. Pour les communes de moins de 10 000 habitants, une enquête de recensement portant sur toute la population est réalisée tous les cinq ans, les populations de référence des années intermédiaires étant quant à elles estimées par interpolation ou extrapolation. Pour la commune, le premier recensement exhaustif entrant dans le cadre du nouveau dispositif a été réalisé en 2007.

En 2022, la commune comptait 415 habitants, en évolution de +52,57 % par rapport à 2016 (Haute-Garonne : +8,02 %, France hors Mayotte : +2,11 %).
| 1793 | 1800 | 1806 | 1821 | 1831 | 1836 | 1841 | 1846 | 1851 |
| ---- | ---- | ---- | ---- | ---- | ---- | ---- | ---- | ---- |
| 160  | 171  | 189  | 238  | 251  | 246  | 236  | 233  | 244  |

| 1856 | 1861 | 1866 | 1872 | 1876 | 1881 | 1886 | 1891 | 1896 |
| ---- | ---- | ---- | ---- | ---- | ---- | ---- | ---- | ---- |
| 234  | 204  | 212  | 219  | 187  | 148  | 173  | 148  | 159  |

| 1901 | 1906 | 1911 | 1921 | 1926 | 1931 | 1936 | 1946 | 1954 |
| ---- | ---- | ---- | ---- | ---- | ---- | ---- | ---- | ---- |
| 134  | 154  | 152  | 125  | 136  | 107  | 124  | 103  | 105  |

| 1962 | 1968 | 1975 | 1982 | 1990 | 1999 | 2006 | 2007 | 2012 |
| ---- | ---- | ---- | ---- | ---- | ---- | ---- | ---- | ---- |
| 108  | 107  | 141  | 174  | 201  | 196  | 260  | 269  | 272  |

| 2017 | 2022 | - | - | - | - | - | - | - |
| ---- | ---- | - | - | - | - | - | - | - |
| 270  | 415  | - | - | - | - | - | - | - |

| selon la population municipale des années : | 1968 | 1975 | 1982 | 1990 | 1999 | 2006 | 2009 | 2013 |
| Rang de la commune dans le département      | 482  | 378  | 408  | 321  | 377  | 326  | 324  | 329  |
| Nombre de communes du département           | 592  | 582  | 586  | 588  | 588  | 588  | 589  | 589  |

### Enseignement
Gémil fait partie de l'académie de Toulouse.

### Écologie et recyclage
La collecte et le traitement des déchets des ménages et des déchets assimilés ainsi que la protection et la mise en valeur de l'environnement se font dans le cadre de la communauté de communes des coteaux du girou.

## Économie

### Revenus
En 2018  (données Insee publiées en septembre 2021), la commune compte 109 ménages fiscaux, regroupant 289 personnes. La médiane du revenu disponible par unité de consommation est de 26 600 € (23 140 € dans le département).

### Emploi
|                | 2008  | 2013  | 2018  |
| -------------- | ----- | ----- | ----- |
| Commune        | 3,4 % | 6,4 % | 6,4 % |
| Département    | 7,7 % | 9,6 % | 9,3 % |
| France entière | 8,3 % | 10 %  | 10 %  |

En 2018, la population âgée de 15 à 64 ans s'élève à 172 personnes, parmi lesquelles on compte 75,1 % d'actifs (68,8 % ayant un emploi et 6,4 % de chômeurs) et 24,9 % d'inactifs,. Depuis 2008, le taux de chômage communal (au sens du recensement) des 15-64 ans est inférieur à celui de la France et du département.
La commune fait partie de la couronne de l'aire d'attraction de Toulouse, du fait qu'au moins 15 % des actifs travaillent dans le pôle,. Elle compte 18 emplois en 2018, contre 19 en 2013 et 18 en 2008. Le nombre d'actifs ayant un emploi résidant dans la commune est de 120, soit un indicateur de concentration d'emploi de 15,1 % et un taux d'activité parmi les 15 ans ou plus de 61,8 %.
Sur ces 120 actifs de 15 ans ou plus ayant un emploi, 14 travaillent dans la commune, soit 12 % des habitants. Pour se rendre au travail, 85,8 % des habitants utilisent un véhicule personnel ou de fonction à quatre roues, 7,5 % les transports en commun, 2,5 % s'y rendent en deux-roues, à vélo ou à pied et 4,2 % n'ont pas besoin de transport (travail au domicile).

### Activités hors agriculture

#### Secteurs d'activités
20 établissements sont implantés  à Gémil au 31 décembre 2019.
Le secteur des activités spécialisées, scientifiques et techniques et des activités de services administratifs et de soutien est prépondérant sur la commune puisqu'il représente 30 % du nombre total d'établissements de la commune (6 sur les 20 entreprises implantées  à Gémil), contre 19,8 % au niveau départemental.

#### Entreprises et commerces
L'agriculture basée sur la culture de céréales (maïs, blé…) a encore une place importante mais tend à diminuer en faveur de zones résidentielles liées à la proximité de l'agglomération toulousaine puisque Gémil se trouve dans son aire urbaine.

### Agriculture
|               | 1988 | 2000 | 2010 | 2020 |
| ------------- | ---- | ---- | ---- | ---- |
| Exploitations | 10   | 4    | 5    | 3    |
| SAU (ha)      | 173  | 97   | 87   | 25   |

La commune est dans le Lauragais, une petite région agricole occupant le nord-est du département de la Haute-Garonne, dont les coteaux portent des grandes cultures en sec avec une dominante blé dur et tournesol. En 2020, l'orientation technico-économique de l'agriculture  sur la commune est la culture de céréales et/ou d'oléoprotéagineuses. Trois exploitations agricoles ayant leur siège dans la commune sont dénombrées lors du recensement agricole de 2020 (dix en 1988). La superficie agricole utilisée est de 25 ha,,.

## Culture locale et patrimoine

### Lieux et monuments

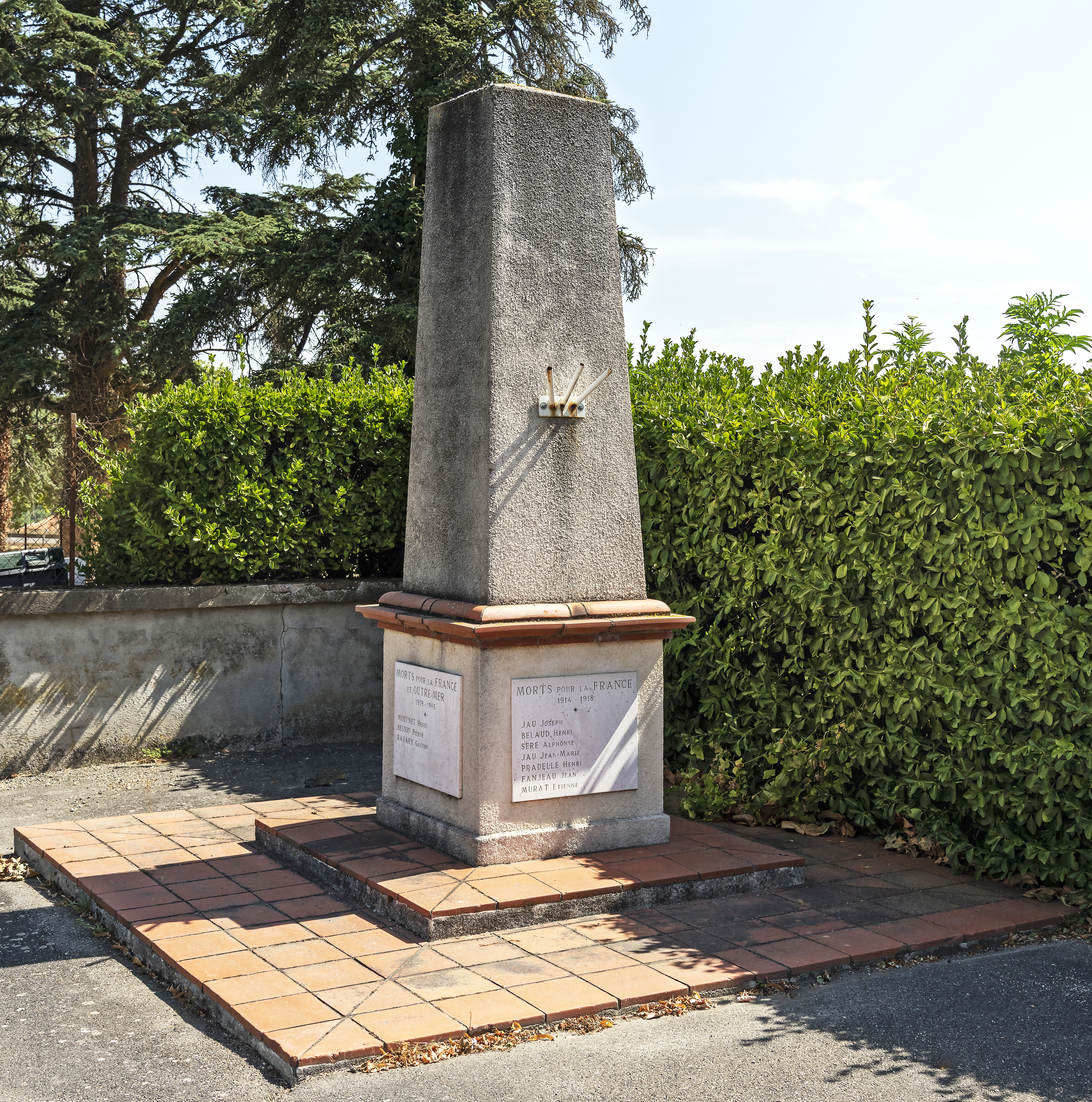
Le monument aux morts
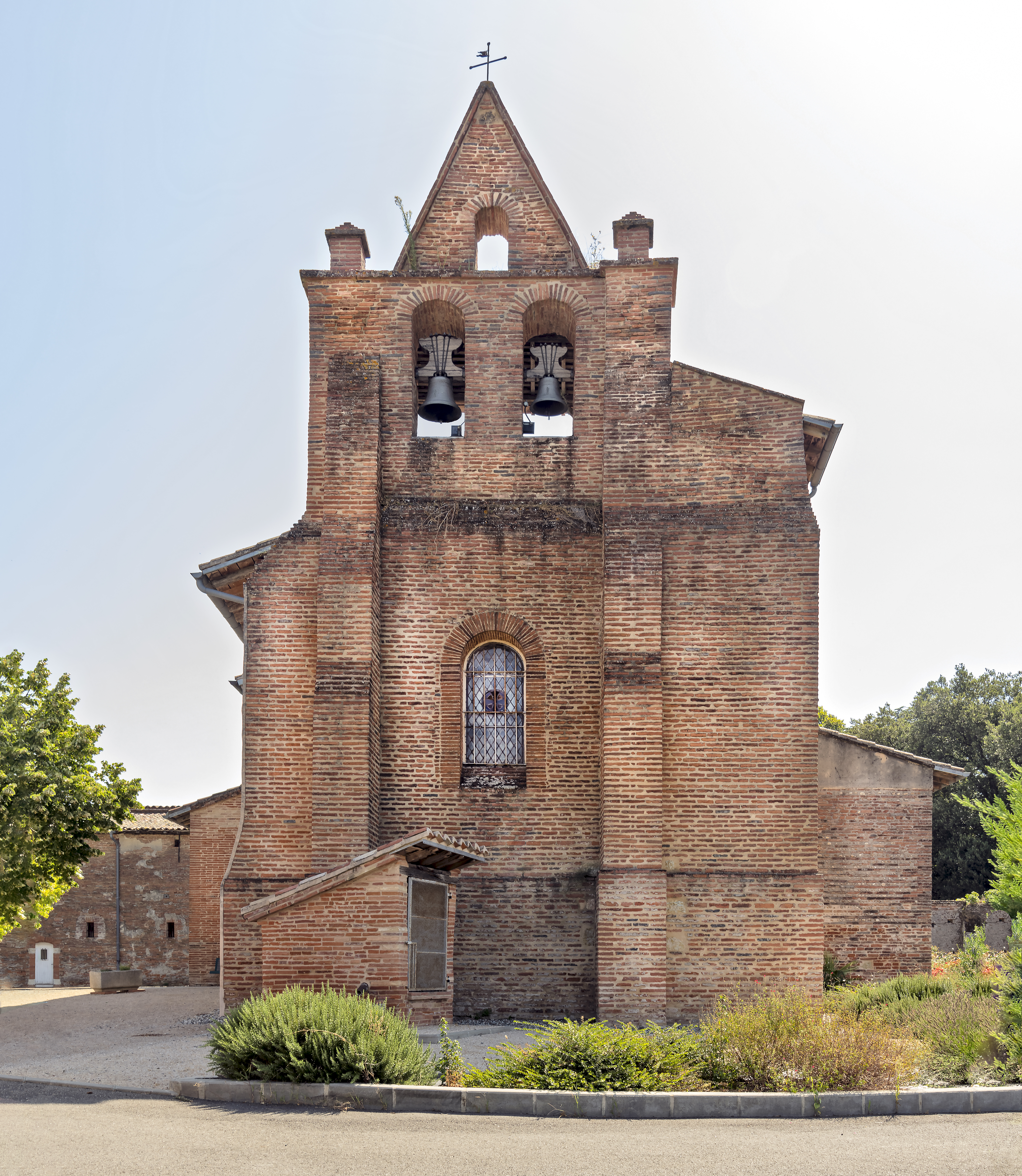
Église Saint-Pierre de Gémil

- Le monument aux morts
- Le clocher-mur de l'église St Pierre

## Pour approfondir